# 蘋果樹座

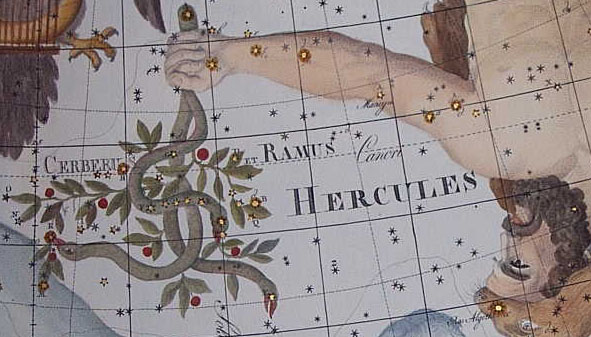
蘋果樹座

蘋果樹座（Ramus Pomifer）是曾經位於武仙座和天琴座之間的星座，目前已不再使用。
蘋果樹座被描繪成西方神話中海格力斯左手握著的樹枝的形狀。約翰·塞納克斯 (John Senex) 在1721年的星圖中將同樣已過時的地獄犬座（由許多相同的恆星組成）在與蘋果樹座合併，並被稱為「Cerberus et Ramus」。